# Puente de Göltzschtal

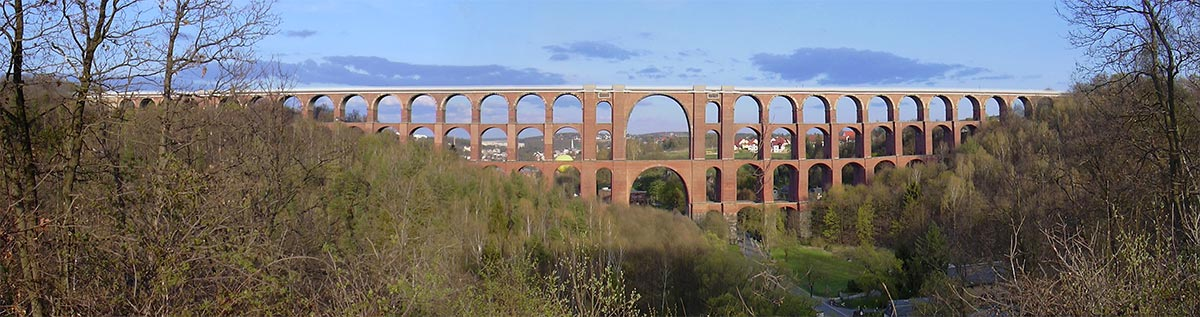
Panorámica de la cara noroeste del Puente de Göltzschtal tomada desde aproximadamente 500 m de distancia.

El puente de Göltzschtal (en alemán: Göltzschtalbrücke) es un viaducto ferroviario de Alemania, el puente de ladrillo más grande del mundo. Cruza el valle del Göltzsch entre Mylau y Netzschkau, a aproximadamente 4 km de Reichenbach im Vogtland en Sajonia, junto a la frontera entre Turingia y Sajonia en Greiz.

## Historia
El viaducto del Göltzschtal fue edificado entre los años 1846 y 1851 durante la construcción de la línea de ferrocarril entre Sajonia y Baviera por Mylau junto a una construcción similar, el puente del Elstertal entre Jößnitz y Jocketa.
Para construir esta línea que iba de Leipzig a Núremberg pasando por Plauen y Hof, uno de los principales desafíos era superar el valle del Göltzsch. Como la línea de Sajonia a Baviera contaba con pocos fondos, se convocó un concurso para presentar propuestas para construir el puente de forma barata con una recompensa de 1000 táleros. El anuncio se publicó en los principales diarios alemanes. Hubo 81 propuestas, pero ninguna contaba con métodos de evaluación estadística que previeran el crecimiento del tráfico férreo en la línea. El premio se dividió por tanto en cuatro ganadores, aunque ninguna de las propuestas se llegó a construir.

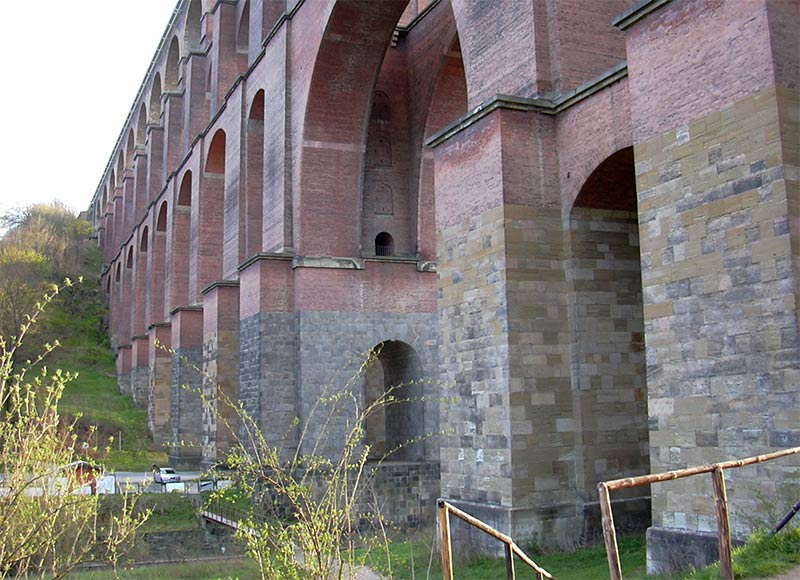
Detalle.

El director de la comisión examinadora, el profesor Johann Andreas Schubert, diseñó a partir de su propia experiencia con métodos estadísticos una solución en la que empleó muchas sugerencias de las propuestas del concurso. Fue el primer puente evaluado estadísticamente del mundo. El diseñador escogió el ladrillo —por entonces algo extraordinario— como el material de construcción principal, porque en la región había mucha arcilla disponible, así que podría obtenerse rápidamente. Sólo en un punto que debía soportar una tensión especialmente fuerte empleó granito. 
La primera piedra se puso el 31 de mayo de 1846. Tras el comienzo de las obras el plano, aún tuvo que alterarse una vez para sortear las dificultades técnicas que surgieron. Entre otras se halló que el suelo del valle no era tan firme como se suponía, y por esa razón los arcos centrales se engrosaron.

## Principales responsables de la construcción
- Profesor Johann Andreas Schubert (1808-1870) – Director de la comisión examinadora. Diseñó el puente y llevó a cabo el cómputo estadístico.
- Ingeniero Robert Wilke (1804-1889) – Gestión de la construcción.
- Ingeniero Ferdinand Dost (1810-1888) – Superintendente.
- Farmacéutico y Químico Heinrich Carl – Responsable de la argamasa.
- 1.736 trabajadores, de los que 31 perdieron la vida.

## Datos técnicos

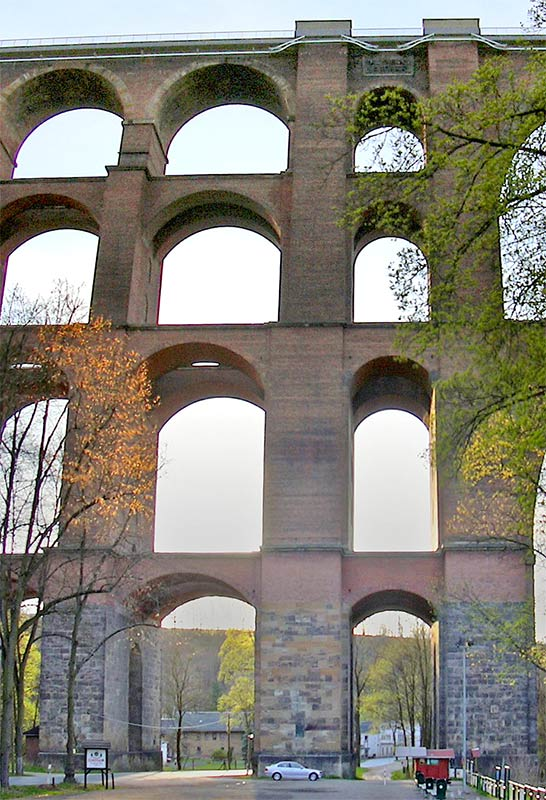
Comparación de tamaño con un automóvil.

- Altura:  78 m en 4 niveles con 96 arcos
- Longitud: 574 m
- Anchura: En el nivel superior 9 metros, en la base 23 metros
- Número de ladrillos: 26.021.000
- Arena usada: 17 089 m³
- Volumen total: 135 676 m³
- Volumen de ladrillos: 71 671 m³ (52 %)
- Volumen de sillarejo: 48 261 m³ (36 %)
- Volumen de mampuesto: 15 745 m³ (12 %)
- Madera para andamios: ca. 23.000 troncos
- Costo: ca. de 2.2 millones de táleros (6.6 millones de marcos de oro)